# Tapirus augustus
Tapirus augustus (лат.) — вымершее млекопитающее рода тапиров отряда непарнокопытных. Обитал в южном Китае и Вьетнаме. Вид появился вскоре после раннего плейстоцена и просуществовал примерно до голоцена (от 0,126 до 0,012 миллионов лет назад). Он был крупнее современных тапиров: длина тела 2,1 метра в длину и высота в плечах 0,9 м и вес около 500 кг.